# Hackpfüffel
Hackpfüffel este o comună din landul Saxonia-Anhalt, Germania.